# Autores.uy
autores.uy es una base de datos de autores de Uruguay, creada y mantenida por el capítulo uruguayo de Creative Commons, con el apoyo y colaboración de entidades culturales como la Biblioteca Nacional, la Biblioteca del Poder Legislativo y el Museo Nacional de Artes Visuales.
Fue puesta en línea el 19 de agosto de 2014 y presentada el 28 de abril de 2015. Ha sido declarada de interés cultural por el Ministerio de Educación y Cultura de Uruguay. Su cometido principal es brindar información acerca de qué autores uruguayos o de actividad reconocida en Uruguay están en dominio público, de manera que sus obras pueden ser digitalizadas y puestas a disposición de toda la ciudadanía. Brinda acceso en línea a obras escritas y visuales en dominio público.
En diciembre de 2018 la base de datos superó los 12.300 autores indexados.